# Megilot (conseil régional)
Le conseil régional de Megilot, en hébreu : מועצה אזורית מגילות, également appelé conseil régional de la mer Morte est situé dans le désert de Judée, sur les rives occidentales de la mer Morte. Il fait partie du district de Judée et Samarie, Cisjordanie, et son siège est situé à Vered Yeriho. Avec une population de 1 427 habitants en 2016, ce conseil régional est le plus petit d'Israël. Le mot Megilot signifie manuscrits : il fait référence au fait que les manuscrits de la mer Morte ont été découverts à Qumrân, site archéologique des Territoires occupés, qui pour Israël, dépend du conseil régional.

## Liste des colonies
- Almog
- Avnat (en)
- Beit HaArava
- Mitzpe Shalem (en)
- Kalya (en)
- Vered Yeriho

## Source de la traduction
- (en) Cet article est partiellement ou en totalité issu de l’article de Wikipédia en anglais intitulé « Megilot Regional Council » (voir la liste des auteurs).